# نهر كالاينا
نهر كالاينا هو نهر في سولاوسي، إندونيسيا.